# Велорикша

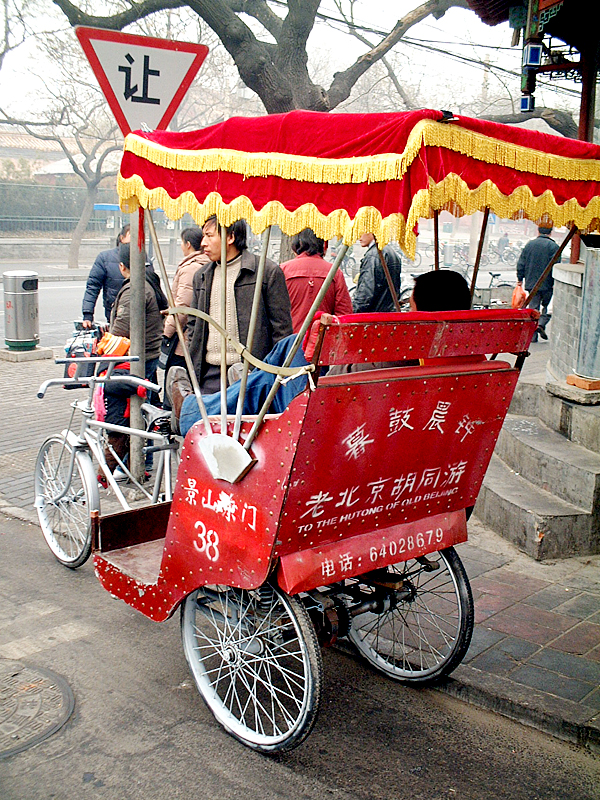
Велорикша в Пекіні.

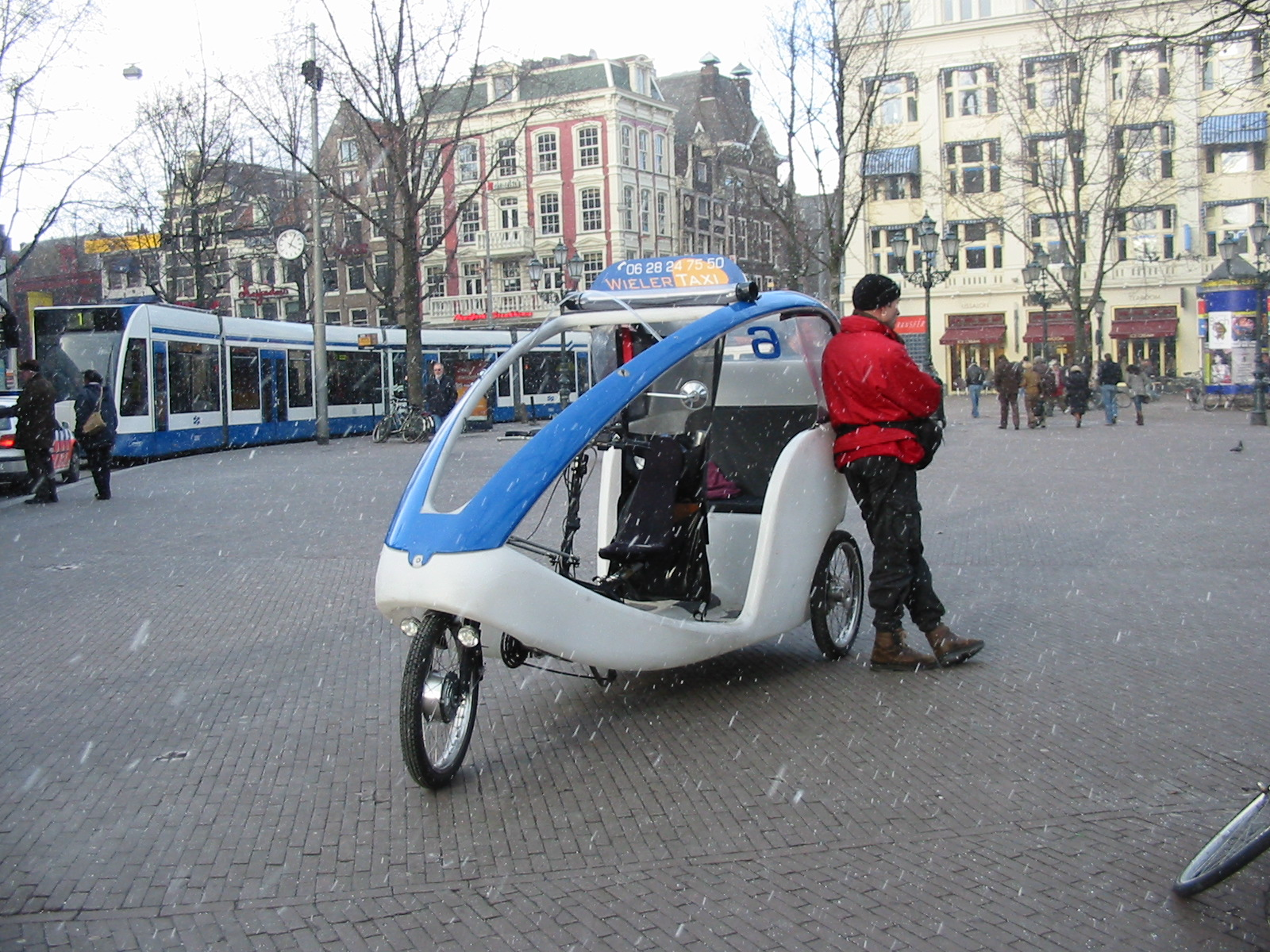
Велотаксі в Амстердамі.

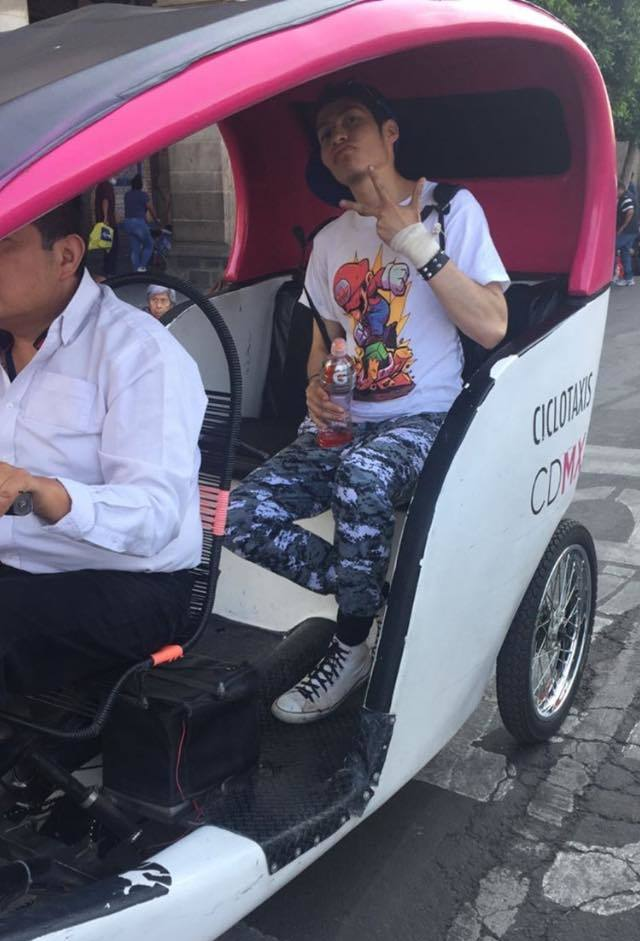
Велотаксі в Мексиці.

Велори́кша — невеликий транспортний засіб, призначений для перевезення пасажирів на невеликі відстані в міських умовах, має вигляд зазвичай триколісного велосипеда з місцями для 1-2 пасажирів, що приводиться в рух силою водія.

## Розповсюдження
Найчастіше використовується як таксі, поширений в країнах Східної, Південно-Східної та Південної Азії, а з другої половини 20 століття в обмеженій кількості і в Європі та Північній Америці для привернення туристів. Азійський варіант часто називають просто «рикшою» (хоча рикша — загальніший термін, і може посилатися як на традиційного рикшу, так і на авторикшу), а європейсько-американський — «велотаксі».
Уже в другій половині XX століття велотаксі з'являються в ряді міст Європи й Америки, як розвага для туристів. Так, у Нью-Йорку велотаксі курсують, в основному, у районі Центрального парку, у Вашингтоні — у районі Нешнл Молла, у Лондоні — у районах Сохо й Ковент-Гарден. У 2006 р. велотаксі з'явилися в Москві на Пушкінській площі й Санкт-Петербурзі.

## Конструкція
Конструкція велотаксі в різних містах і країнах різна. На Заході звичніша триколісна конструкція, при якій водій (велосипедист) перебуває спереду, а за його спиною на двох колесах установлене пасажирське сидіння; часто вся конструкція покрита дахом. Однак у В'єтнамі, наприклад, водій-велосипедист перебуває позаду, а пасажирське сидіння й два колеса — спереду. Іноді зустрічаються також чотириколісні велотаксі.

## Галерея

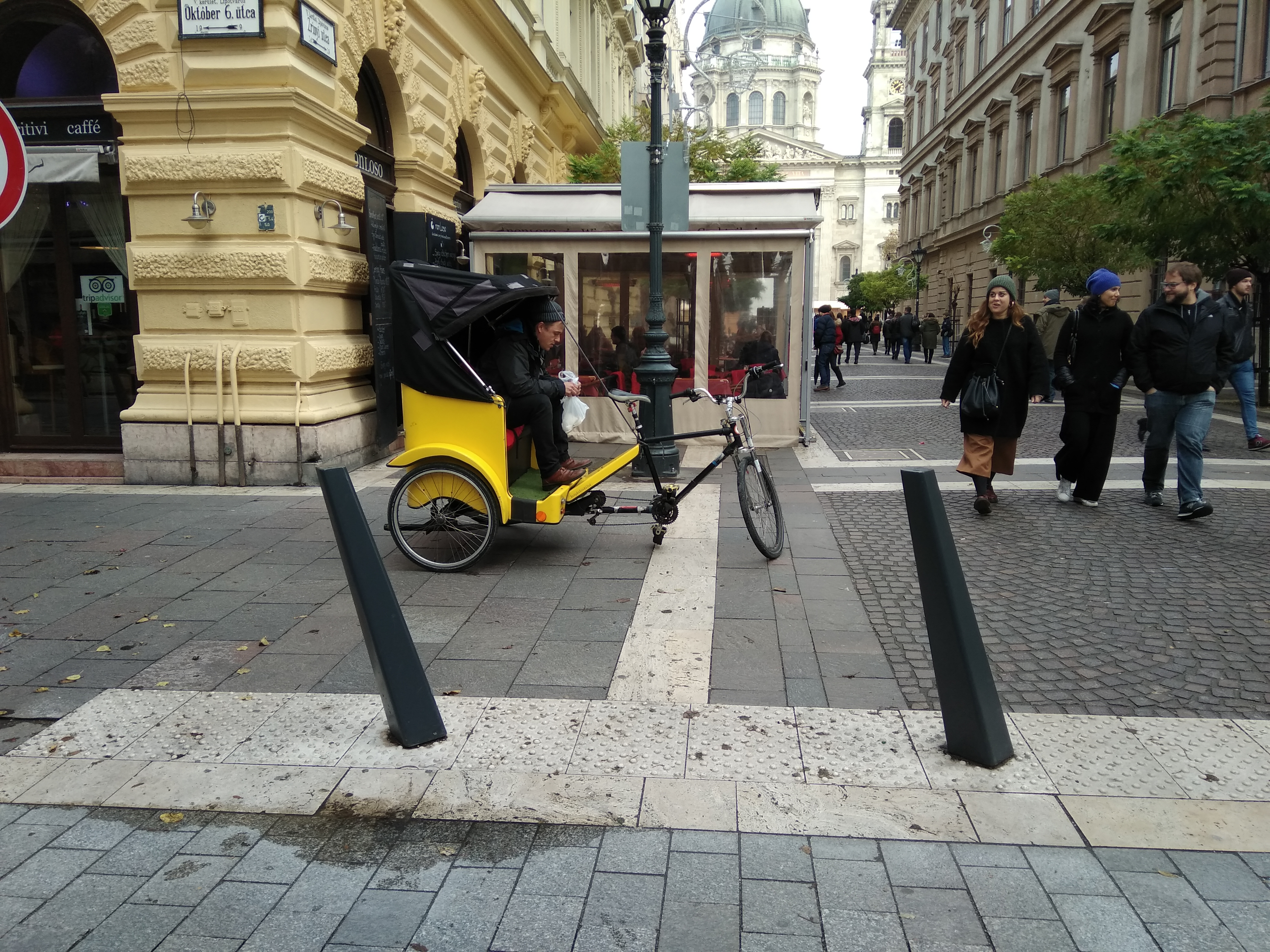
Будапешт
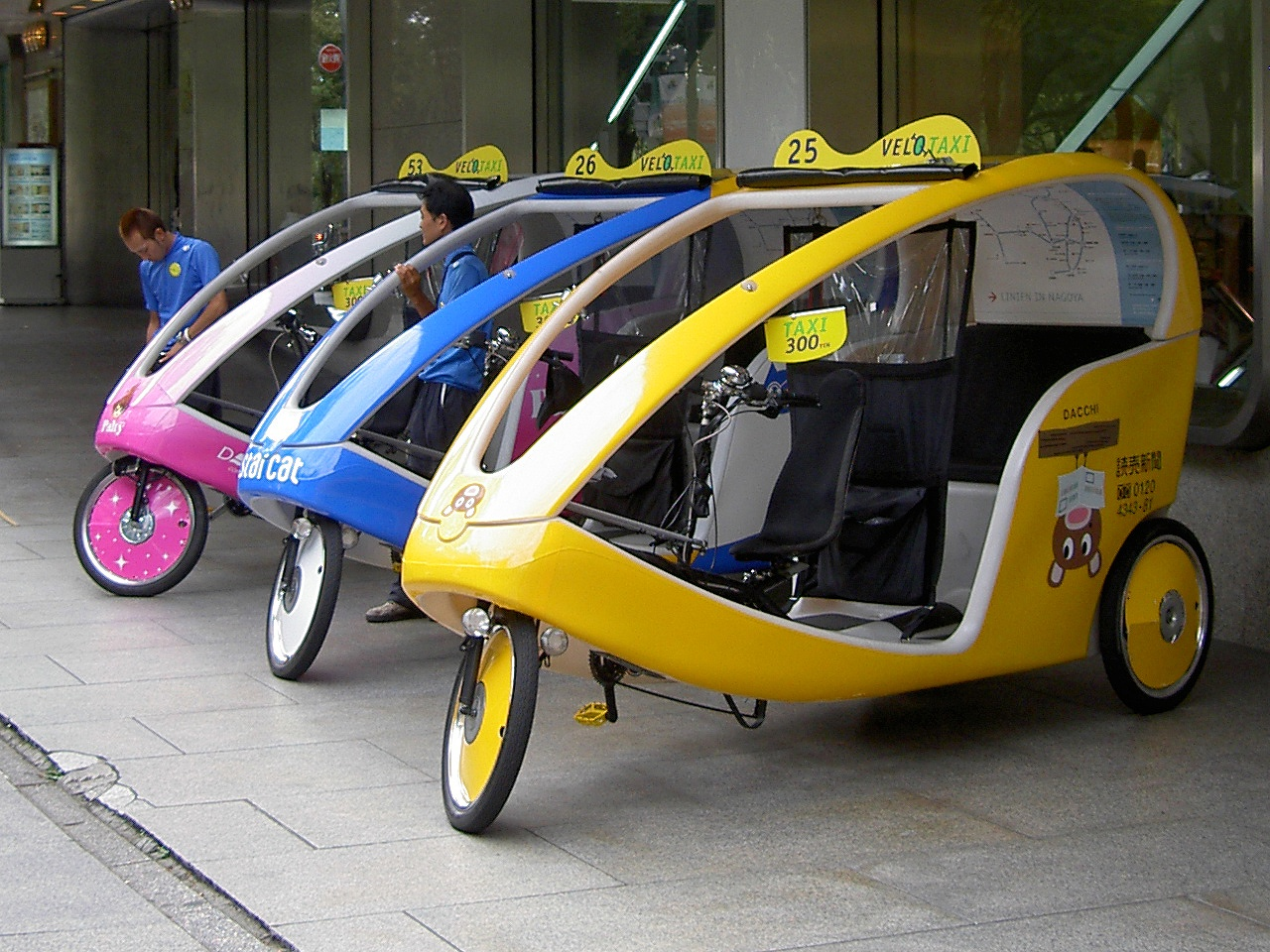
Нагоя
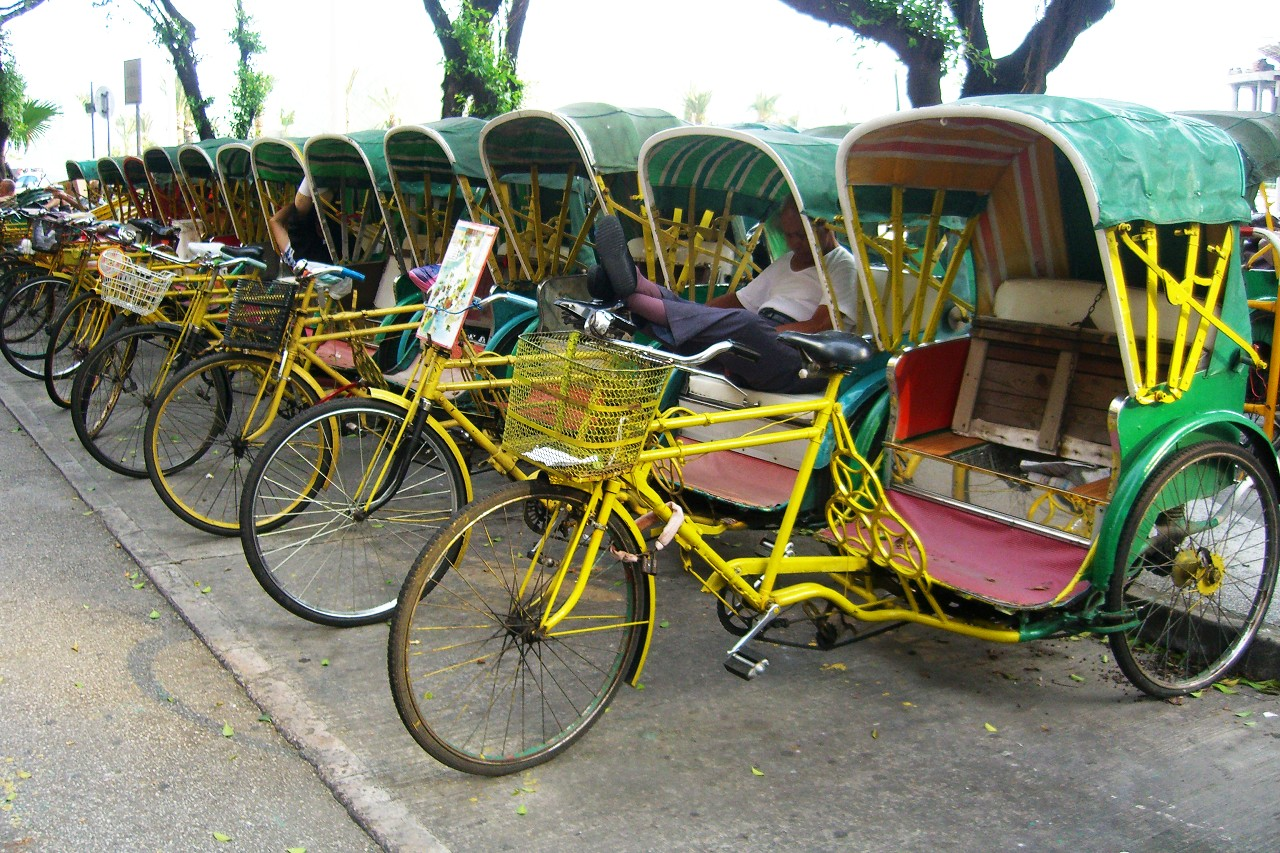
Макао

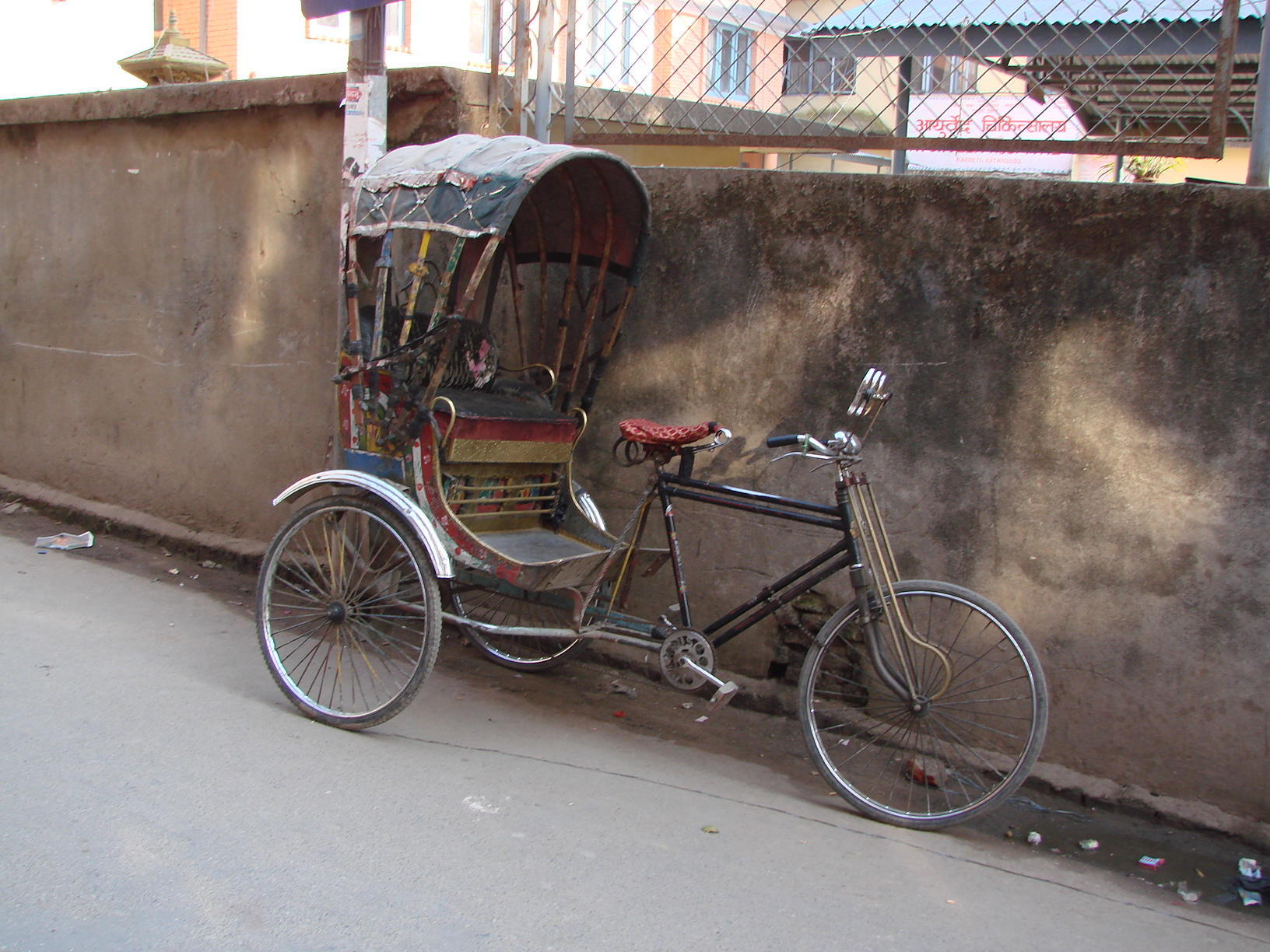
Катманду
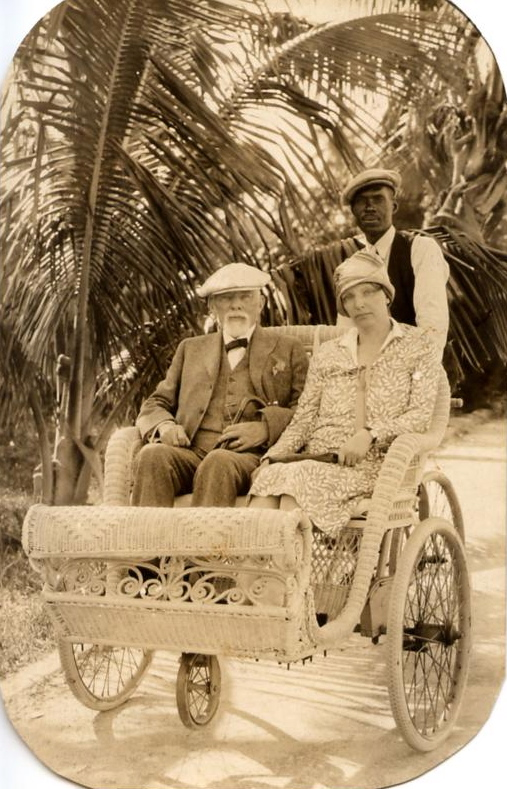
Бермудські острови, 1920-ті рр.
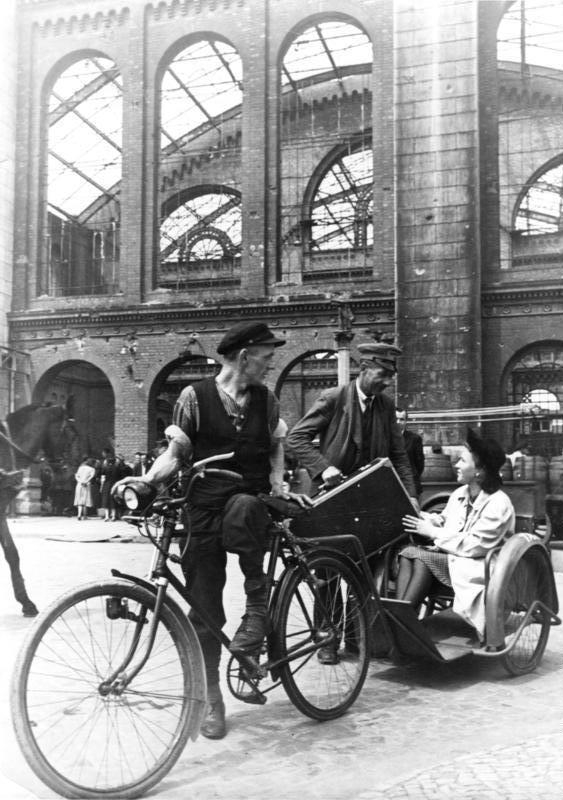
Берлін, 1946
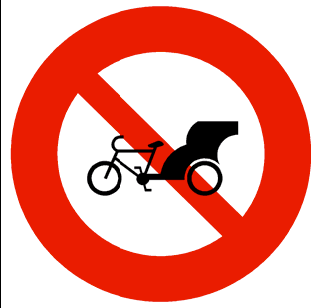
Забороняючий дорожний знак на Тайвані
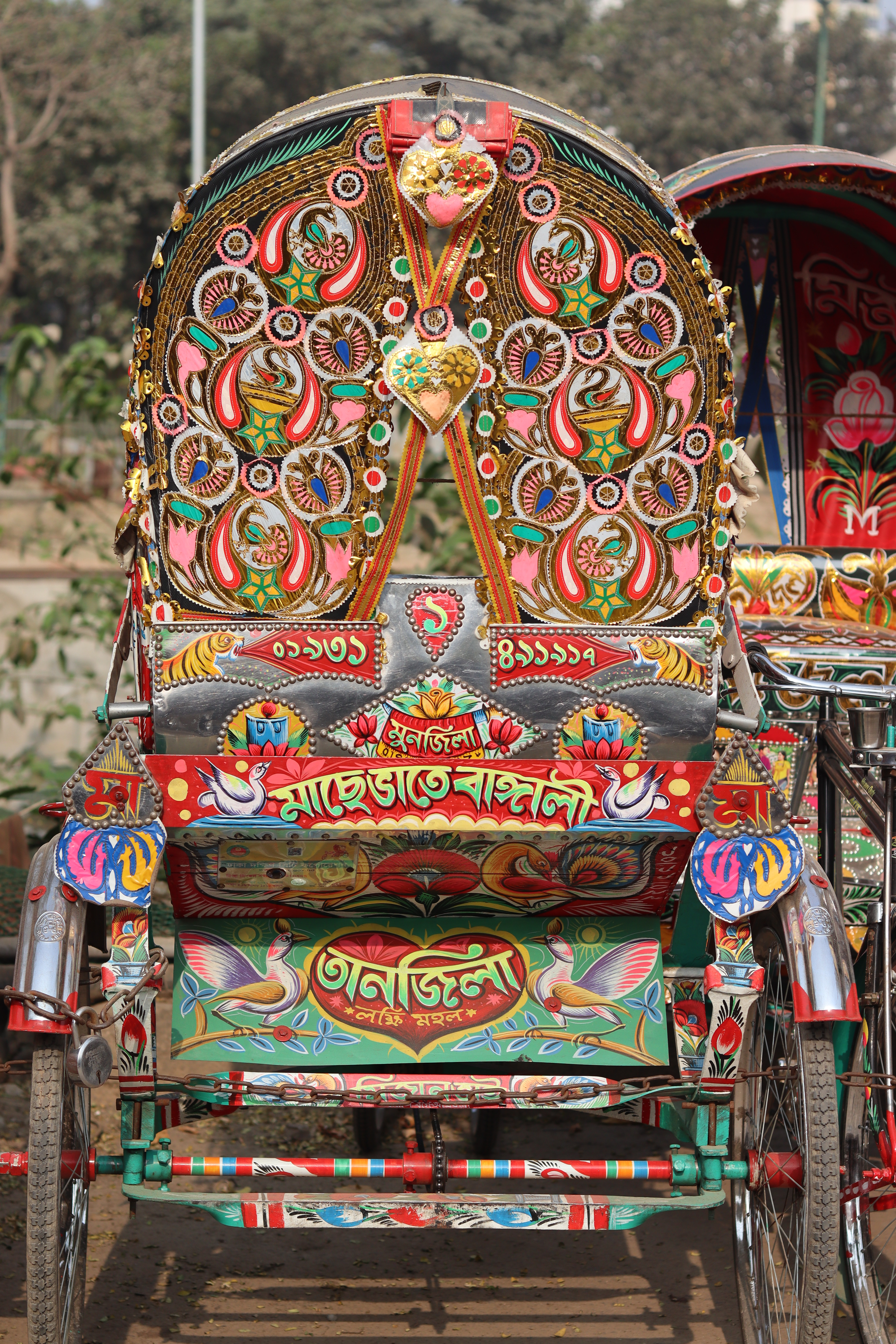
Велорикша в Бангладеш у 2023 році